# Melkon Kebabdjian
Melkon Kebabdjian (en arménien Մելքոն Քեպապճեան), né le 15 janvier 1880 à Agn (Empire ottoman) et mort le 3 octobre 1949 à Erevan, est un peintre et illustrateur arménien.

## Biographie

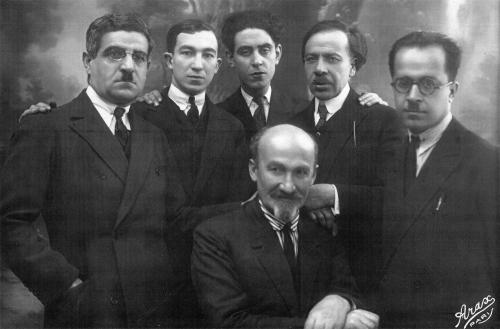
Comité du journal Haratch à Paris, février 1928. De gauche à droite : Chavarche Missakian, Armen Lubin, Nechan Bechiktachlian, Melkon Kebabdjian, Chavarch Nartouni, Teotig (assis).

Il a étudié la peinture dans l'école Narek Nersisyan d'Agn. En 1892, il s'installe à Constantinople où il étudie la peinture miniature. 
Après un court séjour aux États-Unis, en 1908, il retourne à Constantinople, puis s'installe à Paris en 1918.
De 1923 à 1936, il travaille dans un établissement de production d'étoffes, comme dessinateur et créateur. En 1930, il organise une exposition de ses œuvres à Paris. La seconde a lieu en 1936. Elle est accompagnée d'un catalogue préfacé par Gustave Kahn. L'une comme l'autre sont bien accueillies .
Dans les années 1930, Kebabdjian a conçu les volumes de la série "Amis des écrivains martyrs" publiée à Paris, qui a apporté une grande reconnaissance à l'artiste et a illustré le volume commémoratif Décade de la lutte héroïque de Dzon Hachsin.
Il illustre des ouvrages, notamment ceux de Vasken Chouchanian, Sidona de Nichan Béchiktachlian, et l’Almanach pour tous de Teotig, ainsi que plusieurs numéros d’Anahit. 
Avec Chavarche Missakian, Armen Lubin, Nichan Béchiktachlian, Chavarch Nartouni et Teotig, Melkon Kebabdjian fait partie du comité de rédaction du journal Haratch.
En 1946, il illustre la couverture du recueil de poésie de Missak Manouchian.
En 1947, paralysé, il émigre en Arménie soviétique et lègue l'ensemble de son œuvre à la Galerie nationale d'Arménie.
Son arrière petit-fils est l'écrivain Aram Kebabdjian.

## Œuvres
- Le deuil des mères arméniennes
- Réfugiés
- Crucifixion
- Au début du printemps
- Motivation ordinaire
- Musique
- Malheur
- Commémoration

### Illustrateur
- Vahram Tatoul, Le même titre, couverture, illustré par Melkon Kebabdjian, Paris, 1949, 112 p.
- Vahram Tatoul, Melkon Kebabdjian et sa peinture, Առաջ, 19 mai 1930